# Christella
Christella
Espèces de rang inférieur
Christella est un genre de fougères tropicales et subtropicales de la famille des Thélyptéridacées, majoritairement présentes dans l'Ancien Monde, avec quelques espèces en Amérique et en Australie. Parmi les espèces notables, on trouve Christella dentata, assez répandue et parfois naturalisée dans certaines régions comme les îles du Pacifique et les Amériques.

## Histoire
Le genre Christella a été dédié au ptéridologue suisse Konrad Hermann Heinrich Christ (1833-1933) par le botaniste français Hector Léveillé en 1915. Christ était reconnu pour ses contributions à l'étude des fougères et pour son rôle en tant que professeur de botanique à l'université de Bâle. Lui dédier le nom du genre honore son travail, mais Christ n'a pas été directement impliqué dans la découverte ou la classification spécifique de ce groupe de fougères,,.

## Caractéristiques du genre
Les fougères du genre Christella sont des fougères terrestres herbacées. Elles possèdent des rhizomes dressés, courts ou longs, rampants et écailleux. Les écailles du rhizome sont étroitement ovales et sétifères (qui produise de la soie). Le stipe est velus. Les frondes de Christella sont généralement monomorphes, c'est-à-dire que toutes les frondes ont une forme similaire, contrairement à certains autres genres de fougères qui présentent des frondes différenciées (par exemple, des frondes fertiles et stériles distinctes). Les pennes sont souvent réduites à quelques paires, surtout près de la base, et peuvent avoir une forme souvent allongée. Les pinules basales sont généralement plus petites que celles qui sont plus au centre de la fronde et ont tendance à être réduites ou réduites graduellement à mesure qu’elles descendent vers la base de la fronde. Elles ne présentent généralement pas d’aérofores (sécrétion facilitant la sustentation dans l’air d’une propagule de végétal) gonflés à la base des pinules, contrairement à certaines autres fougères de la famille des Thelypteridacées, comme celles du genre Thelypteris, qui peuvent avoir de petites structures spécialisées pour l'échange gazeux à la base des pinules. Les sori, qui contiennent les spores, sont disposés de manière ronde et sont recouverts d’une indusie reniforme (en forme de rein), qui est une caractéristique typique des fougères du genre Christella. L'indusie contient des poils aciculaires qui aident à protéger les spores en développement.

## Espèces

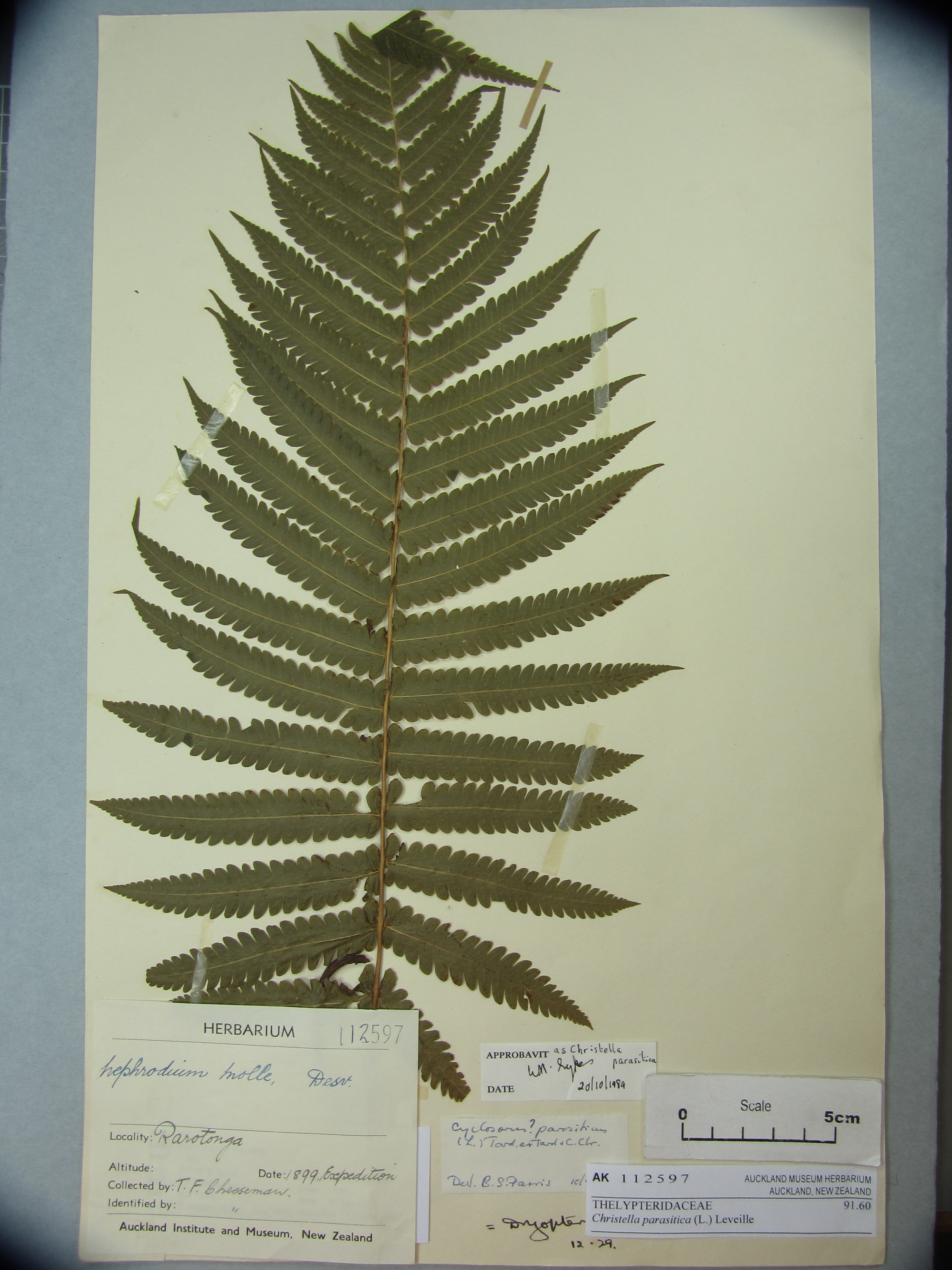
Fronde de C.parasitica conserver dans un herbier.

L’espèce type du genre Christella est Christella parasitica. Ce choix a été établi par le pteridologue R.E. Holttum, qui, en 1971, a confirmé le statut de Christella parasitica en tant que type, conformément aux règles de la nomenclature botanique. Cette désignation permet d’ancrer le genre en se basant sur une espèce de référence, et C. parasitica est aujourd'hui reconnue comme l'espèce représentative des caractéristiques morphologiques et taxonomiques du genre Christella.
Selon le Royal Botanic Graden Kew, il y a actuellement 135 espèces dans le monde dont C.dentata qui est devenu une espèce indigène en Europe :
- Christella abrupta (C.Presl) A.R.Sm., 2019
- Christella acuminata (Houtt.) Holttum., 1976
- Christella adenopelta Holttum, 1976
- Christella afzelii (C.Chr.) Holttum., 1974
- Christella appendiculata (C.Presl) Holttum., 1976
- Christella arida (D.Don) Holttum., 1974
- Christella assamica (Bedd.) Holttum., 1974
- Christella augescens (Link.) Pic.Serm., 1977
- Christella balansae (Ching.) Holttum., 1976
- Christella berroi (C.Chr.) Salino & A.R.Sm., 2018
- Christella boninensis (Kodama ex Koidz.) Holttum., 1976
- Christella boydiae (D.C.Eaton) Holttum., 1976
- Christella brachyodus (Kunze.) H.Lév., 1915
- Christella buchananii (Schelpe) J.P.Roux, 2001
- Christella burmanica (Ching.) Holttum., 1976
- Christella burundensis Pic.Serm., 1983
- Christella buwaldae (Holttum) Holttum., 1982
- Christella callensii (Alston) Holttum., 1974
- Christella calvescens (Ching) Holttum., 1976
- Christella cana (Baker) H.Lév., 1915
- Christella carolinensis (Hosok.) Holttum., 1976
- Christella cavaleriei H.Lév., 1915
- Christella chaseana (Schelpe) Holttum., 1974
- Christella clarkei (Bedd.) Holttum., 1974
- Christella clivalis (A.R.Sm.) A.R.Sm., 2017
- Christella conspersa (Schrad.) Á.Löve & D.Löve, 1977
- Christella cretacea (A.R.Sm.) Á.Löve & D.Löve, 1977
- Christella crinipes (Hook.) Holttum., 1974
- Christella cuspidata (Bedd.) H.Lév., 1915
- Christella cyatheoides (Kaulf.) Holttum., 1976
- Christella cylindrothrix (Rosenst.) Holttum., 1974
- Christella darainensis Rakotondr., 2012
- Christella dentata (Forssk.) Brownsey & Jermy, 1973
- Christella deversa (Kunze) Pic.Serm., 2005
- Christella distans (Hook.) Holttum., 1974
- Christella ensifera (Tagawa) Holttum ex Kuo, 1975
- Christella erubescens (Wall. ex Hook.) H.Lév., 1915
- Christella esquirolii (Christ) H.Lév., 1915
- Christella euphlebia (Ching) Holttum., 1976
- Christella evoluta (C.B.Clarke & Baker) Holttum., 1974
- Christella flaccida (Blume.) H.Lév., 1915
- Christella friesii (Brause.) Holttum., 1974
- Christella fukienensis (Ching) Holttum., 1976
- Christella glanduligera (Kunze) H.Lév., 1915
- Christella grandis (A.R.Sm.) A.R.Sm., 2017
- Christella gretheri (W.H.Wagner) Holttum., 1977
- Christella guamensis Holttum., 1977
- Christella gueintziana (Mett.) Holttum., 1974
- Christella guineensis (Christ) Holttum., 1974
- Christella gustavi (Bedd.) Holttum., 1974
- Christella harveyi (Mett.) Holttum., 1976
- Christella hilsenbergii (C.Presl) Holttum., 1974
- Christella hispidula (Decne.) Holttum., 1976
- Christella hokouensis (Ching) Holttum., 1976
- Christella invisa (Sw.) Pic.Serm., 1977
- Christella jaculosa (Christ) Holttum., 1976
- Christella japonica (Baker) H.Lév., 1915
- Christella jinghongensis (Ching) A.R.Sm. & S.E.Fawc., 2021
- Christella kendujharensis S.K.Behera & S.K.Barik, 2019
- Christella khasiana (C.B.Clarke) H.Lév., 1915
- Christella lanosa (C.Chr.) Á.Löve & D.Löve, 1977
- Christella latipinna (Benth.) H.Lév., 1915
- Christella lebeufii (Baker) Holttum., 1974
- Christella longifrons (C.B.Clarke) H.Lév., 1915
- Christella malabariensis (Fée) Holttum., 1976
- Christella meeboldii (Rosenst.) Holttum., 1974
- Christella megaphylla (Mett.) H.Lév., 1915
- Christella microbasis (Baker) Holttum., 1974
- Christella minima Holttum., 1976
- Christella modesta Holttum., 1974
- Christella molliuscula (Kuhn.) Holttum., 1974
- Christella moluccana M.Kato, 1997
- Christella moulmaynensis (Bedd.) H.Lév., 1915
- Christella multiauriculata Punetha, 1990
- Christella multifrons (C.Chr.) Holttum, 1975
- Christella namburensis (Bedd.) Holttum, 1974
- Christella nana Holttum., 1976
- Christella nanxiensis (Ching) A.R.Sm. & S.E.Fawc., 2021
- Christella normalis (C.Chr.) Holttum., 1976
- Christella nymphalis (G.Forst.) Pic.Serm., 1977
- Christella oblancifolia (Tagawa) A.R.Sm. & S.E.Fawc., 2021
- Christella ochthodes (Kunze) H.Lév., 1915
- Christella oligophylla Brade, 1972
- Christella omeigensis (Ching) Holttum., 1976
- Christella ovata (R.P.St.John) Á.Löve & D.Löve, 1977
- Christella pacifica Holttum, 1976
- Christella pandiformis (Christ) H.Lév., 1915
- Christella papilio (C.Hope) Holttum., 1974
- Christella papyracea (Bedd.) Holttum., 1974
- Christella patens (Sw.) Holttum., 1976
- Christella peekelii (Alderw.) Holttum., 1976
- Christella perpubescens (Alston) Holttum., 1976
- Christella pinfaensis (Christ) H.Lév., 1915
- Christella porphyrophlebia (Christ) H.Lév., 1915
- Christella procera (D.Don) Mazumdar, 2017
- Christella prolixa (Willd.) Holttum., 1973
- Christella pseudogueinziana (Bonap.) J.P.Roux, 2009
- Christella puberula (Baker) Á.Löve & D.Löve, 1977
- Christella quadrangularis (Fée) Holttum., 1974
- Christella queenslandica (Holttum) A.R.Field & Z.Bloesch, 2023
- Christella raddii (Desv.) Pic.Serm., 2005
- Christella rupicola (Hosok.) Holttum, 1977
- Christella scaberula (Ching) Holttum, 1976
- Christella schizotis (Hook.) A.R.Sm., 2017
- Christella semisagittata (Roxb.) Holttum., 1976
- Christella serra (Sw.) Holttum, 1976
- Christella shimenensis (K.H.Shing & C.M.Zhang) A.R.Sm. & S.E.Fawc., 2021
- Christella siamensis (Tagawa & K.Iwats.) Holttum, 1976
- Christella sledgei (Fraser-Jenk.) Ranil, 2021
- Christella sophoroides (Thunb.) H.Lév., 1915
- Christella subacuta (Ching) A.R.Sm. & S.E.Fawc., 2021
- Christella subarida (Tatew. & Tagawa) Holttum, 1975
- Christella subdentata Holttum, 1976
- Christella subelata (Baker) Holttum, 1976
- Christella subjuncta (Baker) Holttum, 1977
- Christella subpubescens (Blume) Holttum, 1976
- Christella sumatrana (Alderw.) Mitsuta, 1985
- Christella taprobanica (Panigrahi) Holttum, 1976
- Christella timorensis Holttum, 1976
- Christella urophylla (Wall. ex Hook.) H.Lév., 1915
- Christella wailele (Flynn) D.D.Palmer, 2002
- Christella wulingshanensis (C.M.Zhang) A.R.Sm. & S.E.Fawc., 2021
- Christella zeylanica (Fée) Holttum, 1974
- Christella × acuminatoides (W.C.Shieh & J.L.Tsai) Y.H.Chang, 2019
- Christella × altissima Holttum, 1974
- Christella × fraser-jenkinsii Ranil, 2021
- Christella × incesta (W.H.Wagner) Nakaike & Kawab., 1987
- Christella × intermedia (W.C.Shieh & J.L.Tsai) D.D.Palmer, 2002
- Christella × jerdonii (Ching) Holttum, 1974
- Christella × kumaunica Holttum, 1976
- Christella × parahispidula (Fraser-Jenk.) Ranil, 2021
- Christella × varievenulosa (Viane) J.P.Roux, 2009
- Christella × wildemanii (Christ) J.P.Roux, 2009

## Annexe